# Bitumy

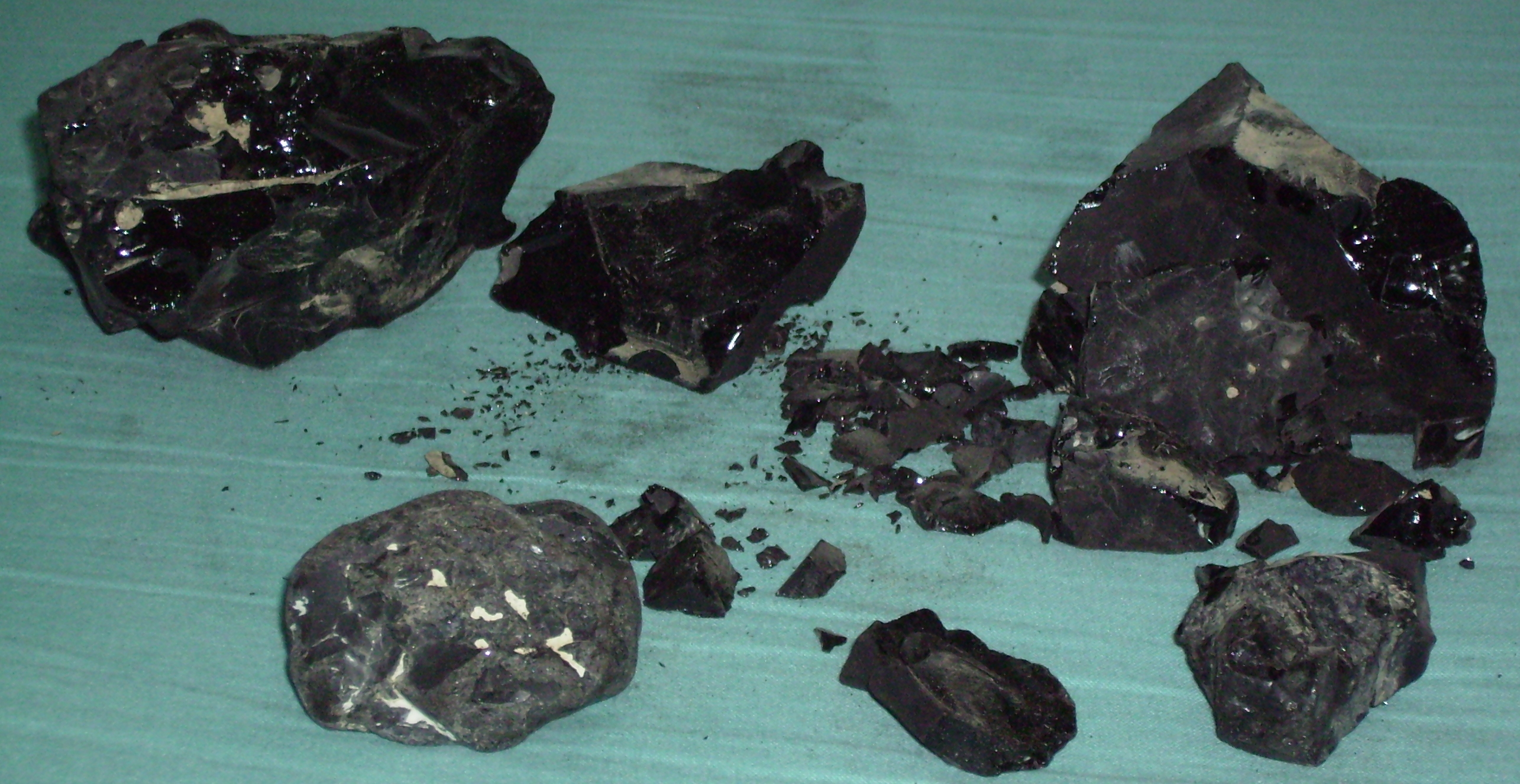
Bitum występujący naturalnie w Morzu Martwym

Bitum, bitumin – terminy często używane zamiennie:
- bitum – mieszanina substancji organicznych stałych lub ciekłych o dużej lepkości, zwykle czarna lub brunatnoczarna, zawierająca bituminy naturalne lub sztuczne; bitumy są stosowane w drogownictwie, budownictwie, górnictwie itp. jako środki spajające, izolacyjne, uszczelniające itp.
- bitumin – składnik substancji organicznej występującej w skałach, będący mieszaniną różnych węglowodorów oraz związków organicznych o dużej łącznej zawartości wodoru, zawierających również siarkę, tlen lub azot.

Bitumin, rozpuszczalny w disiarczku węgla CS2 i wielu rozpuszczalnikach organicznych, jest przeciwstawiany nierozpuszczalnemu kerogenowi (z którego w ogromnej większości przypadków powstaje). 
Bituminy tworzą nagromadzenia w skałach porowatych lub szczelinowych głównie w piaskach i piaskowcach. Stanowią składnik skał bitumicznych, a także węgli kopalnych zwłaszcza węgla brunatnego i torfu, występują też w próchnicy. 
Bituminami nazywa się też (potocznie) różne mieszaniny substancji organicznych ze znaczną przewagą węglowodorów:
- naturalne – ropa naftowa, ozokeryt, asfalt naturalny, asfaltyt, a także takie produkty przemian metamorficznych kerogenu lub ropy naftowej, jak keryt i szungit;  niektórzy wyłączają z tego terminu gaz ziemny; wyróżnia się tu bituminy podatne na zmydlanie - kopalne woski: montanowy i torfowy oraz kopalne żywice
- sztuczne – produkty techniczne otrzymywane z przerobu ropy naftowej, węgli kopalnych, łupków bitumicznych itp. – smoły, paki, również oleje, żywice.